# XPostFacto
XPostFacto es una utilidad de código abierto para Mac OS 9 que permite la instalación de versiones PowerPC de Mac OS X hasta Mac OS X v10.4 (Tiger) y Darwin en algunos sistemas Apple Macintosh basados en PowerPC que no son compatibles oficialmente con Apple. Fue lanzado en 2002. 

## Funciones
XPostFacto permitió que Darwin, OS X y OS X Server se ejecutaran en modelos Mac no compatibles. El instalador de OS X no se ejecutaba en máquinas sin un procesador G3, G4, G5 o Intel de forma predeterminada, pero XPostFacto parcheó el instalador para permitir su ejecución. Primero se debe iniciar una partición de Mac OS 9. Luego, XPostFacto se ejecuta en Mac OS 9 mediante un CD de instalación para instalar una versión de OS X.
XPostFacto está disponible de forma gratuita, pero la empresa ofreció soporte por $10 o $25.

## Modelos compatibles
XPostFacto 4.0 funciona con modelos Macintosh anteriores a G3. Se admiten las Power Macs de caja beige tan antiguas como las máquinas de la era 7300 actualizadas. También estaba disponible soporte limitado para los modelos Performa 6400, 6500 y Twentieth Anniversary Macintosh con tarjeta de actualización PowerPC G3.

## Recepción
Engadget le dio a XPostFacto una reseña negativa por su lentitud, afirmando que "funciona como una tortuga flácida en nuestro viejo iMac G3". 